# 大衛九世
大衛九世 (？—1360年)是一位巴格拉季昂王朝的格魯吉亞國王（1346年–1360年在位）。

## 生平
大衛九世是喬治五世的唯一兒子，他的母親可能是來自特拉比松帝國的公主。
1346年，他父親去世後，大衛九世繼承了王位。然而，他父親留下的王國的穩定和繁榮並沒有持續下去，1348年黑死病席捲整個地區，導致人口大量死亡，並引發了嚴重的經濟危機。
關於大衛九世的統治時期的事跡，人們所知甚少。在他統治期間，格魯吉亞為其鄰國——短暫的阿塞拜疆汗國——鑄造硬幣。在大衛九世統治下，格魯吉亞割讓拉茲領土，將其割讓給特拉布宗帝國。格魯吉亞王國保留其諸侯領地，例如阿蘭尼亞。
1349-1350年，大衛每年向伊爾汗努失兒完繳納40萬第納爾，以阻止其入侵格魯吉亞。努失兒完鑄造的幾枚硬幣是在梯弗里斯鑄造的。格魯吉亞南部的許多領地：卡爾斯、納希切萬和加尼，現在都屬於伊兒汗國。伊爾汗國最後一位統治者合贊二世也於1356-1357年在第夫利斯以自己的名義鑄造硬幣。
儘管面臨上述困境，大衛九世仍致力於國家建設工作。根據1350年提姆戈維堡壘的銘文，按照大衛九世的指示下，城堡的城牆得到修繕。國王也注意到蒙古統治時期世俗封建領主奪取教會財產的情況。他將大衛·烏魯赫贈予貴族的紮米河谷和赫杜雷蒂河谷的農民和土地歸還給姆茨赫季教會，並向奧爾博茲萊利支付了1200特里，以使他歸還教會財產。
根據卡特利的瓦胡什提，大衛九世的妻子是辛杜克塔爾公主，似乎是薩姆茨赫-薩塔巴戈王子阿古布哈的姐妹。國王的一位女兒古爾沙嫁給克薩尼公爵克喬安·克維尼普內維利。而另一位女兒古爾歷漢·尤多琪亞則嫁給特拉比松皇帝亞歷克修斯三世的幼子曼努埃爾。這場婚姻當然是一項政治行為，旨在加強格魯吉亞與特拉比松帝國之間的政治聯盟。
根據卡特利的瓦胡什提，在大衛統治期間，格魯吉亞於1357年發生了一次日食。
大衛九世於1360年在格古季皇宮去世。他葬於格拉特修道院，由他的兒子巴格拉特五世繼承。

### 鑄幣和外國控制

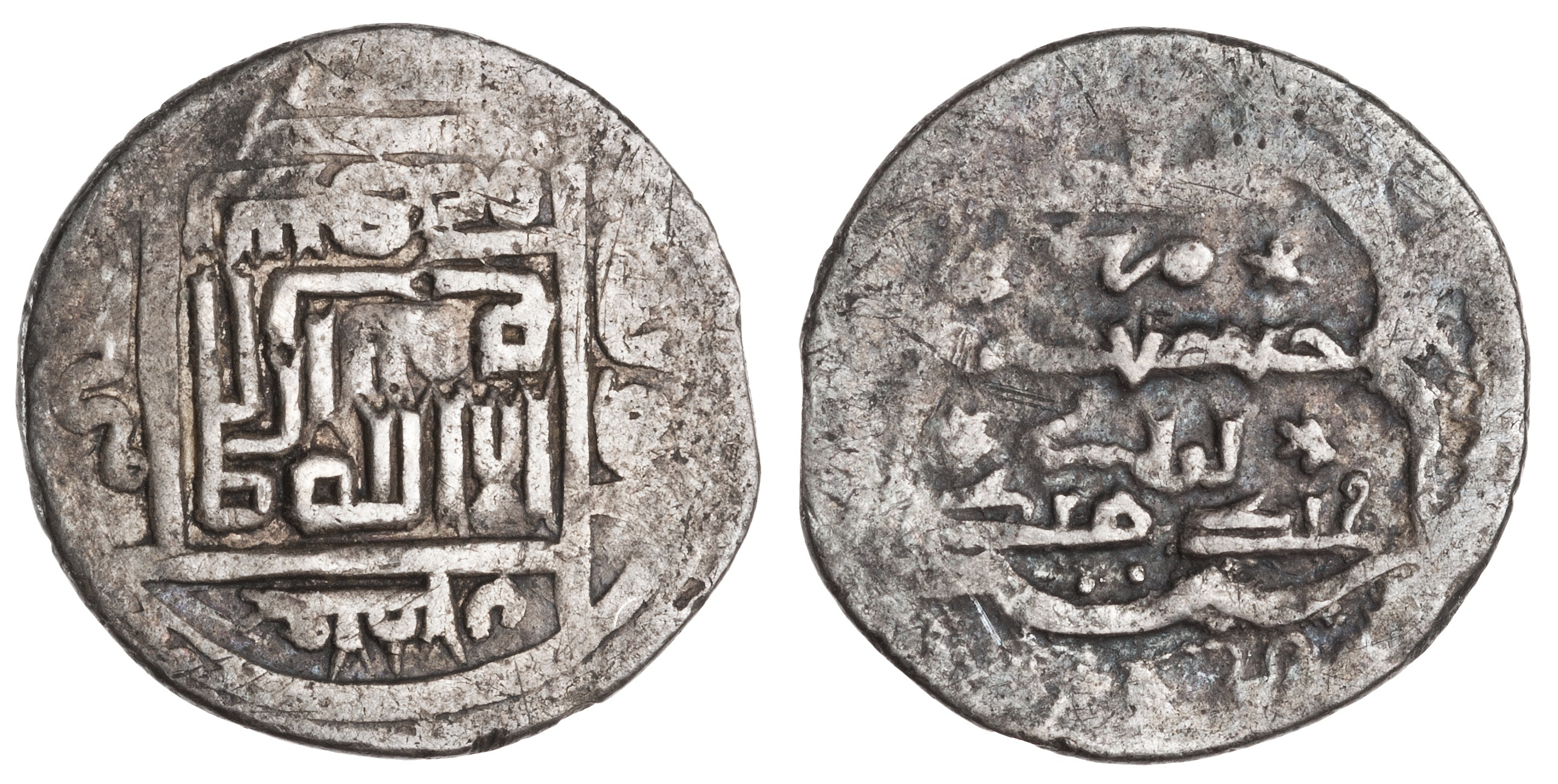
努失兒完的銀狄拉姆於1344-1353年在梯弗里斯鑄造

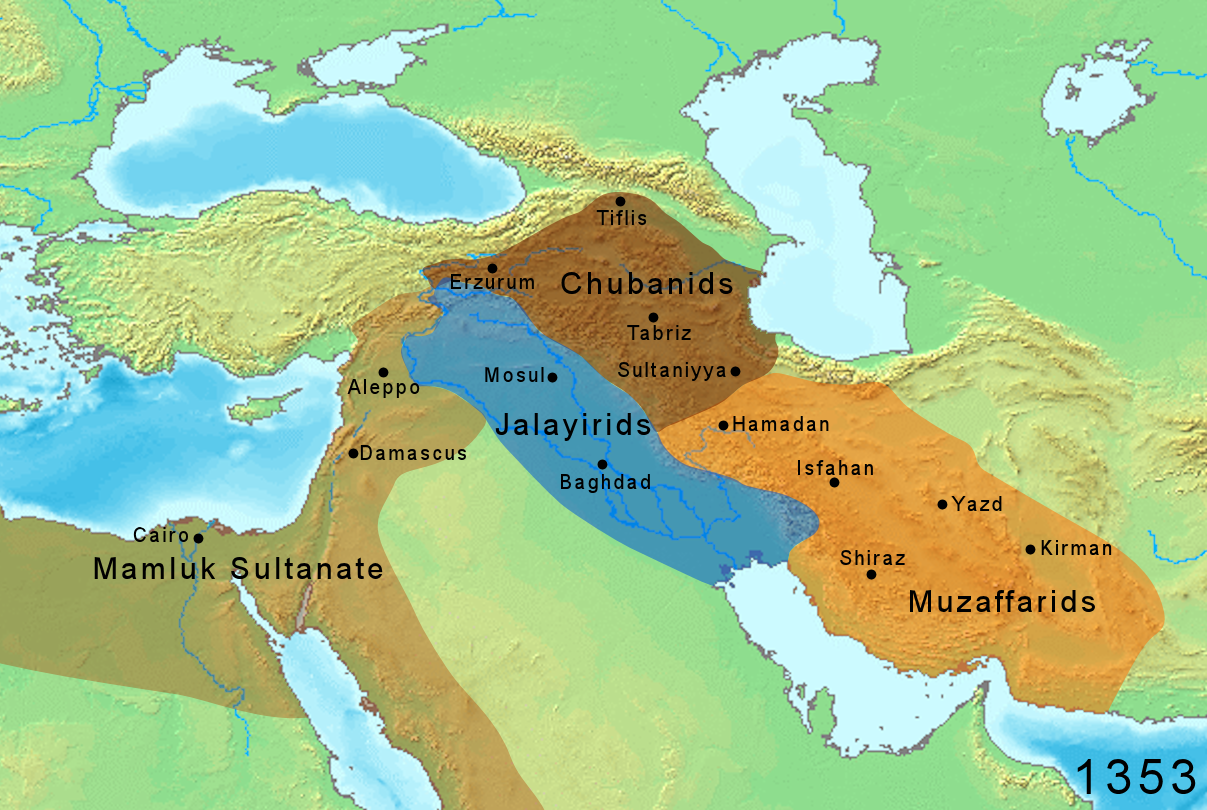
1353年的札剌亦兒王朝、丘拜尼王朝和莫扎法爾王朝。

目前尚無大衛九世時期的貨幣記錄 。這可以解釋為數次入侵導致鄰國貨幣在格魯吉亞，特別是在格魯吉亞首都梯弗里斯（現今的第比利斯）鑄造。
在1349至1356年期間，蒙古伊爾汗國的貨幣以努失兒完的名義在梯弗里斯鑄造，這是由丘拜尼王朝擁立的伊爾汗國傀儡統治者。
在1356年，欽察汗國統治者札尼別的貨幣在梯弗里斯鑄造。在1356-57年，伊爾汗國的哈贊二世的貨幣再次在梯弗里斯鑄造，但這次是按照欽察汗國的設計。
在1357至1358年期間，札剌亦兒王朝控制了外高加索，取代了伊爾汗國。因此，格魯吉亞的鑄幣權落入札剌亦兒王朝的專屬權限之下，並在梯弗里斯鑄造以謝赫·大哈散王公及其繼任者謝赫·烏畏思名義的貨幣。

## 家庭
大衛九世迎娶薩姆茨赫-薩塔巴戈親王伊瓦尼一世之女辛杜克塔爾為妻。他們有三個孩子：
- 巴格拉特，格魯吉亞國王(1360年–1393年)
- 古爾歷漢·尤多琪亞（英语：Gulkhan-Eudokia of Georgia） (1395年逝世)，她最初與安德羅尼庫斯·科門努斯訂婚，後來在他安德羅尼庫斯去世後與他的同父異母兄弟特拉比松皇帝曼努埃爾三世結婚，於1379年成婚。兩人都是特拉比宗的阿歷克塞三世的兒子，前者是私生子，後者是與皇后狄奧多拉·康塔庫金（英语：Theodora Kantakouzene）所生的合法兒子。
- 古爾沙，她嫁給克薩尼公爵（英语：Duchy of Ksani#Dukes of Ksani）克喬安·克維尼普內維利。